# 西镇站
西镇站，位于中华人民共和国山东省青岛市市南区介于郓城北路与范县路之间的费县路地下，是青岛地铁1号线的地铁车站，因出入口建设问题暂缓开通，后于2023年7月25日开通。

## 车站结构
地铁1号线经过此站时为东西方向，沿费县路伸展。
车站采用地下两层岛式站台方案，地下一层为站厅层，地下二层为站台层，主体结构采用地下两层两跨拱形结构。拟设3个出入口、2组风亭，分别位于费县路南北两侧和郓城北路西侧。

## 车站周边
西镇站坐落于台西半岛内，西北方向距离黄海胶州湾最短直线距离700米，东南方向距离团岛湾最短直线距离670米，西南方向距离团岛的最短直线距离约为2千米。
作为市南规划的航运商务中心，交通方面，西北距离青岛轮渡客运站约600米，西南距离胶州湾隧道出入口匝道约800和900米，正北和东北距离胶州湾隧道主出入口约600和700米。
台西老城区现虽然已经成为居民区，但历史上作为扼守胶州湾口的要塞，仍不乏军事设施或遗迹：车站西南方向1.2千米处为台西镇炮台旧址、1.4千米处为海军北海舰队某部驻地（设有小型水上机场）、2.5千米处为游内山灯塔和团岛炮台旧址。

## 换乘
西镇站除自身轨道交通性质外，还可实现与市内公交车、出租车和轮渡的近距离换乘：
- 分布于周边的公交车站，包括以下路线的停靠站点：2、8、202、215、217、220、223、301、304、305、312、320、325、隧道1路、隧道2路、隧道5路、隧道6路等。